# Puerto-ricanische Frauen-Handballnationalmannschaft
Die puerto-ricanische Frauen-Handballnationalmannschaft vertritt Puerto Rico bei internationalen Turnieren im Handball. Sie untersteht der Federación Puertorriqueña de Balonmano.

## Teilnahme an Meisterschaften

### Weltmeisterschaften
- Weltmeisterschaft 2015: 20. Platz (von 24)
- Weltmeisterschaft 2021: 20. Platz (von 32 Teams)
Team: Kitsa Escobar (eingesetzt in 6 Spielen / 0 Tore erzielt), Adriana Cabrera (6/5), Nathalys Ceballos (6/36), Sheila Hiraldo (6/14), Joane Vergara (6/5), Alanis Benítez (6/3), Roxanalis Carrasquillo (6/0), Cyolimar Ortíz (6/0), Jailene Maldonado (6/10), Zugeily Soto (6/0), Ericka Graciani (6/7), Ciris García (6/2), Nastasha Escobar (6/0), Zuleika Fuentes (6/17), Lizabeth Rodríguez (6/11), Robeliz Ortíz (6/2);[1] Trainer war Camilo Estévez.

### Nordamerikanische und karibische Meisterschaften (ausgetragen ab 2015)
- 2015: 5. Platz (von 6), qualifiziert für die Panamerika-Meisterschaft 2015
- 2017: 1. Platz (von 4), qualifiziert für die Panamerika-Meisterschaft 2017
- 2019: 2. Platz (von 7)
- 2021: 1. Platz (von 4), direkt qualifiziert für die Weltmeisterschaft 2021
- 2025: 5. Platz (von 5)

### Panamerika-Meisterschaften (ausgetragen 1986 bis 2018)
- 1991: 7. Platz (von 7)
- 2015: 4. Platz (von 12), qualifiziert für die Weltmeisterschaft 2015
- 2017: 6. Platz (von 10)

### Panamerikanische Spiele (ausgetragen ab 1987)
- 1987, 1995, 1999, 2003: nicht teilgenommen
- 1991: kein Frauen-Wettbewerb
- 2007: 8. Platz (von 8)
- 2011: 6. Platz (von 8)
- 2015: 8. Platz (von 8)
- 2019: 8. Platz (von 8)

## Mitgliedschaft im Dachverband
Der Verband gehört zur 2019 gegründeten Handballkonföderation Nordamerikas und der Karibik; zuvor war er Mitglied der Pan-American Team Handball Federation.